# Club Esportiu Soledat
El Club Esportiu Soledat (en castellà, i oficialment, Club Deportivo Soledad) fou un club de futbol de Palma del barri de s'Hort des Ca. Fou fundat l'any 1929 i va desaparèixer l'any 2010.

## Història
L'equip fou fundat l'any 1930 i es va federar a la Federació Balear de Futbol la temporada 1930-31. Passà els primers anys competint al Campionat de Mallorca regionals de la Federació Balear, on progressivament es va convertir en un dels clubs més forts de la ciutat. Va començar la seva singladura a la Tercera categoria i la temporada 1933-34 en fou subcampió,; ja a Segona, les temporades 1934-35 i 1935-36 fou novament subcampió, la qual cosa va deixar-lo a una passa de l'ascens a Primera. Sí va aconseguir ascendir la temporada 1936-37 i va jugar a la màxima categoria durant dues temporades, assolint un tercer lloc la temporada 1938-39.
En acabar la Guerra Civil espanyola va tornar a Segona categoria, després convertida el 1940 en Segona Regional. Des de 1943 va jugar a Primera Regional, categoria en què sovint quedava ben classificat però mai assolia la fase d'ascens a la Tercera divisió espanyola. Finalment, la temporada 1954-55 va aconseguir l'ascens a la Tercera divisió, on s'hi va estar quinze temporades seguides.
Els seus millors anys varen arribar a principis dels anys 60, en ocupar habitualment els primers llocs de la categoria. Les temporades 1960-61 i 1964-65 va quedar tercer, fregant la fase d'ascens a Segona divisió que jugaven els dos primers classificats. A més, va fer-se amb la Copa Uruguai el 1964. Tanmateix, a finals de la mateixa dècada el seu potencial va disminuir i va perdre la categoria el 1970.
Des de llavors el club fou un assidu de la Primera Regional, amb alguna incursió puntual a Regional Preferent, des dels anys 70 als 80. A mitjans dels anys 90 l'equip va reeixir esportivament i va estabilitzar-se a Regional Preferent, però des de 2002 una crisi de resultats el va dur fins a Segona Regional.
Acabada la temporada 2004-05 l'equip va arribar a un acord de fusió amb el CE Peguera, equip del municipi veí de Calvià que jugava a Tercera divisió. L'operació fou més aviat una fusió per absorció del Soledat sobre el Peguera, pel fet que l'equip calvianer tenia molt poca massa social. El club de la Soledat va mantenir l'escut i l'equipació originals, va continuar jugant a Son Malferit i va ocupar la plaça de Tercera divisió que fins llavors havia ocupat el CE Peguera. A canvi va modificar el seu nom per CE Soledat-Peguera, però només durant a temporada 2005-06, i va recuperar el nom original un any després.
Tot i que esportivament els resultats eren esperançadors, una mala gestió económica va precipitar els esdeveniments. La temporada 2008-09 l'equip va quedar-se a les portes de jugar la fase d'ascens a Segona Divisió B, però fou descendit a Regional Preferent per impagaments. La temporada següent ja no va poder fer front a les dificultats econòmiques i va acabar per desaparèixer, el 2010.
Arran la desaparició es va crear el 2010 un nou club: el CD Soledat Atlètic, hereu de l'anterior, que va mantenir els mateixos signes d'identitat del CE Soledat i jugava al mateix camp de Son Malferit. El nou club va començar des de la divisió més baixa de la competició balear, la Tercera Regional i el 2013 ja havia assolit la Primera Regional. Però sorgiren problemes extraesportius amb Son Malferit, que fou venut per l'Ajuntament de Palma a la Federació de Futbol de les Illes Balears, la qual va dur a terme obres de reforma i després el va llogar com a inquilí preferent al CE Atlètic Balears, deixant el Soledat Atlètic com a inquilí secundari. Això va frenar la consolidació del club.
Després de cinc temporades, de cara a la temporada 2015-16, el Soledat Atlètic es fa fusionar amb el CE Montuïri, club del municipi homònim que militava a Tercera Divisió però tenia problemes econòmics greus. L'entitat resultant, el Soledat-Montuïri, va ubicar-se a Montuïri, atesos els problemes sobrevinguts de compartir el Camp de Son Malferit i, a més, va haver de competir oficialment com a CE Montuïri. Tanmateix el nou club no va poder fer front als deutes i va desaparèixer acabada la temporada, després de vendre la plaça al CF Platges de Calvià.
Actualment la barriada de s'Hort des Ca està representada pel Pilars la Soledat CF, club fundat el 1999.

## Classificacions

### Classificacions en el Campionat de Mallorca
| - 1929-30: no va competir - 1930-31: no va competir - 1931-32: 3a Categoria (retirat) | - 1932-33: 3a Categoria, Gr. A (4t) - 1933-34: 3a Categoria (2n) - 1934-35: 2a Categoria (2n) | - 1935-36: 2a Categoria (2n) - 1936-37: 2a Categoria (1r) - 1937-38: 1a Categoria (5è) | - 1938-39: 1a Categoria (3r) - 1939-40: 2a Categoria (2n) |

### Classificacions en la Lliga espanyola
| - 1940-41: 2a Regional (2n) - 1941-42: 2a Regional (2n) - 1942-43: 2a Regional, Gr. A (3r) - 1943-44: 1a Regional (4t) - 1944-45: 1a Regional (2n) - 1945-46: 1a Regional, Gr. P (2n) - 1946-47: 1a Regional (2n) - 1947-48: 1a Regional (2n) - 1948-49: 1a Regional (8è) - 1949-50: 1a Regional (3r) - 1950-51: 1a Regional (2n) - 1951-52: 1a Regional (3r) - 1952-53: 1a Regional (3r) - 1953-54: 1a Regional (9è) - 1954-55: 1a Regional (3r) - 1955-56: Tercera Divisió (6è) - 1956-57: Tercera Divisió (7è) - 1957-58: Tercera Divisió (15è) | - 1958-59: Tercera Divisió (10è) - 1959-60: Tercera Divisió (11è) - 1960-61: Tercera Divisió (3r) - 1961-62: Tercera Divisió (4t) - 1962-63: Tercera Divisió (9è) - 1963-64: Tercera Divisió (6è) - 1964-65: Tercera Divisió (3r) - 1965-66: Tercera Divisió (5è) - 1966-67: Tercera Divisió (4t) - 1967-68: Tercera Divisió (8è) - 1968-69: Tercera Divisió (18è) - 1969-70: Tercera Divisió (20è) - 1970-71: 1a Regional (2n) - 1971-72: 1a Regional, Gr. B (12è) - 1972-73: 1a Regional (5è) - 1973-74: 1a Regional (3r) - 1974-75: Reg. Preferent (8è) - 1975-76: Reg. Preferent (16è) | - 1976-77: 1a Regional (12è) - 1977-78: 1a Regional (9è) - 1978-79: 1a Regional (11è) - 1979-80: 1a Regional (9è) - 1980-81: 1a Regional (15è) - 1981-82: 1a Regional (10è) - 1982-83: 1a Regional (10è) - 1983-84: 1a Regional (3r) - 1984-85: 1a Regional (4t) - 1985-86: 1a Regional (6è) - 1986-87: 1a Regional (7è) - 1987-88: 1a Regional (4t) - 1988-89: Reg. Preferent (7è) - 1989-90: Reg. Preferent (17è) - 1990-91: 1a Regional (15è) - 1991-92: 1a Regional (4t) - 1992-93: 1a Regional (1r) - 1993-94: Reg. Preferent (14è) | - 1994-95: Reg. Preferent (11è) - 1995-96: Reg. Preferent (15è) - 1996-97: Reg. Preferent (16è) - 1997-98: Reg. Preferent (6è) - 1998-99: Tercera Divisió (18è) - 1999-00: Reg. Preferent (8è) - 2000-01: Reg. Preferent (14è) - 2001-02: Reg. Preferent (9è) - 2002-03: Reg. Preferent (20è) - 2003-04: 1a Regional (19è) - 2004-05: 2a Regional (6è) (a) - 2005-06: Tercera Divisió (19è) (b) - 2006-07: Reg. Preferent (5è) - 2007-08: Tercera Divisió (13è) - 2008-09: Tercera Divisió (5è) (c) - 2009-10: Reg. Preferent (6è) |

Com a Soledat Atlètic
| - 2010-11: 3a Regional, Gr. A (6è) - 2011-12: 3a Regional, Gr. B (1r) | - 2012-13: 2a Regional (3r) - 2013-14: 1a Regional (12è) | - 2014-15: 1a Regional (5è) (d) | - 2015-16: Tercera Divisió (9è) (e) |

 - Ascens 

 - Descens
(a) Va pujar a Tercera Divisió arran de la fusió amb el CE Peguera.

(b) Com a CE Soledat-Peguera

(c) Acabada la temporada tenia plaça per competir a Tercera Divisió, però va patir un descens administratiu per impagaments

(d) Va pujar a Tercera División arran de la fusió amb el CE Montuïri

(e) Com a CE Soledat-Montuïri

## Dades del Club

### Temporades
- Temporades en Tercera divisió (19): 1955 a 1970, 1998-99, 2005-06 i 2007-09
- Temporades en Regional Preferent (15): 1974 a 1976, 1988 a 1990, 1993 a 1998, 1999 a 2003, 2006-07 i 2009-10
- Temporades en Primera Regional (32): 1943 a 1955, 1970 a 1974, 1976 a 1988, 1990 a 1993 i 2003-04
- Temporades en Segunda Regional (4): 1940 a 1943 i 2004-05
- Millor classificació a la lliga: 3r (Tercera divisió, temporades 1960-61 i 1964-65)

## Estadi
El primer camp on va jugar el club va ser el Camp des Colomeret, situat dins la barriada entre els trams finals dels carrers Prunés i Brotad, adjacent als terrenys que avui en dia ocupa l'Institut Antoni Maura. L'any 1961 l'Ajuntament de Palma va inaugurar el camp de Son Malferit, i el club s'hi va mudar.

## Palmarès

### Tornejos territorials
- Primera regional (1): 1992-93
- Subcampió Primera Regional (6): 1944-45, 1945-46, 1946-47, 1947-48, 1950-51, 1970-71
- Subcampió Segona Regional (2): 1940-41, 1941-42

- Segona categoria del Campionat de Mallorca (1): 1936-37
- Subcampió Segona Categoria del Campionat de Mallorca (3): 1934-35, 1935-36, 1939-40
- Subcampió Tercera Categoria del Campionat de Mallorca (1): 1933-34

### Altres tornejos
- Lliga Mallorca (2): 1947-48, 1951-52
- Subcampió Lliga Mallorca (2): 1937-38, 1946-47
- Copa Uruguai (1): 1964